# Пика (болест)
Пика је поремећај исхране који се карактерише конзумирањем ненутритивнoг материјала (нпр. земља, камен, креда, папир, лед...) месец дана или више.

## Етимологија
Реч пика долази од латинске речи <<pica>> што значи сврака. Ово упоређење је сигурно због тога што сврака поједе све што нађе.

## Дефиниција и карактеристике
Пика се карактеризује апсорбцијом нејестивих објеката који варирају од година детета. Овај вид поремећаја манифестује се између годину дана и две године.
Дијагностика се врши у случају да дете врши ову радњу дуже од месец дана као и да овај вид радње није било у видео кругу детета.

## Повезани поремећаји ca болешћу
Овај поремећај је често повезан са менталном заосталошћу и/или са первазивним развојним поремећајем (енг. PDD) као што је аутизам.
ЦИМ-10 Светске здравствене организације не омогућава дијагнозу пике у случају да се детектује други психопатолошки поремећај сем менталне заосталости.
Ова патологија доводи до проблема са здрављем као и извор различитим инфекцијама:
- Токсокароза - Болест узрокована паразитом <<Тoxacara canis>> глиста која живи у цреву пса и мачке.

- Анемија

- Сатурнизам – тровање белим оловом. У овом случају грудвице олова могу се пронаћи анализом крви и радиографијом абдомена. Овај вид тровања је привлачан због слатког укуса белог олова.

## Развој, епидемиологија и лечење
Пика је ретка не-хронична болест која нестаје без медицинске интервенције, али која може да траје годинама и која може довести до булимије у адолесценцији.
Психотерапија заједно са променом животне средине (првенствено замена фарбе која садржи олово , неутралном фарбом) и здравственој помоћи у случају да дође до било какве компликације.